# Antilla (Cuba)
Antilla es el municipio más pequeño de la provincia de Holguín y uno de los más pequeños de Cuba. Antilla se funda el 21 de enero de 1925, es famoso desde tiempos lejanos por su belleza, leyendas y aspecto original.
El territorio posee una extensión superficial de 100.81 km², conformado por una estrecha franja costera que ocupa la Península El Ramón, la cual separa la Bahía de Nipe y la Bahía de Banes, lo que le confiere características distintivas al municipio. Está comprendido en tres Consejos Populares, de ellos uno con características urbanas y dos mixtos con 35 circunscripciones. En 2017, poseía una población estimada de unos 12.365 habitantes.

## Contexto geográfico
El territorio de este municipio tiene una extensión de 101 km². Sus límites son: Mayarí al sur, al oeste con la capital provincial Holguín, al este con la bahía de Nipe y al norte con Banes. Los terrenos en este municipio son llanos, solo se presentan algunas elevaciones en Tacajó. Sus principales ríos y riachuelos son: Bijarú, Centeno y Tacajó.

## Costas
En Antilla se encuentran tres accidentes costeros: La Torre, que es calificado como una península, pues es un sector de tierra firme que cerca por el noroeste a la bahía de Nipe, esta última se encuentra en la parte norte de la provincia, y es considerada la más grande de Cuba y tiene la peculiaridad de ser muy estrecha en su entrada. También se encuentra el embarcadero y puerto Antilla.

## Economía local
La economía antillana está sustentada por la ganadería, la pesca y la agricultura. En este municipio hubo una mina de oro.
La actividad económica de más envergadura está estrechamente vinculada a su situación natural. La gigantesca bahía ofrece facilidades de navegación para los buques de mayor calado. Antillas cuenta con una sólida superestructura portuaria y con las instalaciones necesarias para la carga y descarga de grandes buques. Una bien estructurada red ferroviaria la une con el ferrocarril central, lo que facilita el rápido traslado de cualquier producto que sea desembarcado por su puerto. Cuenta con una fuerza laboral especializada de gran experiencia en las faenas portuarias. Esto permitió construir luego del triunfo de la revolución un molino de trigo que puede abastecer con su producción los reclamos de la provincia. Tiene almacenes de gran capacidad. Por sus bellezas naturales, en especial en la zona del Ramón, el municipio ofrece una gran potencialidad para el desarrollo turístico perceptivo, para lo que existen planes de construcción de hoteles y otras instalaciones de servicio.

## Desarrollo económico
Los principales sectores económicos del municipio son el comercio, la industria y el transporte. El sistema empresarial de Antilla lo conforman 2 empresas que radican en el territorio siendo ellas:
- Empresa de Servicios Portuarios.
- Empresa Municipal de Comercio y Gastronomía.

Se desenvuelven en el territorio 71 establecimientos (50 de subordinación nacional, 16 provincial y 4 municipal), siendo los más representativos los siguientes:
- Molino de Maíz.
- Establecimiento de Acueducto y Alcantarillados.
- Taller de Confecciones Textiles.
- Fábrica de Tabaco
- Servicios Marítimos.
- Estación de Prácticos.
- Reparación y Mantenimiento de Vagones Ferroviarios.
- Unidad Silvícola.
- Granja Integral.

Existen 4 Unidades Presupuestadas
- U/P Dependencia Interna Poder Popular Municipal.
- U/P Municipal de Educación.
- U/P Municipal de Salud.
- U/P Dirección Municipal de Servicios Comunales

Existe 1 Unidad Básica
- UBE Productora y Distribuidora de Alimentos.

Se encuentra 1 Organización Económica Estatal (OEE)
- OEE de Transporte

Una Unidad Básica de Producción Cooperativa (UBPC)
- UBPC René Ramos Latourt

La actividad económica de más envergadura está estrechamente vinculada a su situación natural. La gigantesca bahía ofrece
facilidades de navegación para los buques de mayor calado. Antilla cuenta con una sólida superestructura portuaria y con las instalaciones necesarias para la carga y descarga de grandes buques. Una bien estructurada red ferroviaria la une con el ferrocarril central lo que facilita el rápido traslado de cualquier producto que sea desembarcado por su puerto. Cuenta con una fuerza laboral especializada de gran experiencia en las faenas portuarias. Esto permitió construir luego del triunfo de la Revolución un molino de trigo (hoy molino de maíz) que puede abastecer con su producción los reclamos de la provincia. Tiene almacenes de gran capacidad. Por sus bellezas naturales en especial en la zona del Ramón el municipio ofrece una gran potencialidad para el desarrollo turístico perceptivo para lo que existen planes de construcción de hoteles y otras instalaciones de servicio.

## Religión
La población se han generalizado en distintas religiones como la Católica, y cultos donde profesan Metodistas, Adventistas del 7.º Día, Bautistas,Pentecostés, Yoruba, y Testigos de Jehová.